# Richard Seeber
Richard Seeber este un om politic austriac, membru al Parlamentului European în perioada 2004-2009 din partea Austriei.
1. ↑  Deputații în Parlamentul European